# Кладовище Шампо в Монморансі
48°59′37″ пн. ш. 2°19′25″ сх. д. / 48.99362° пн. ш. 2.323514° сх. д.
Кладовище у Монморансі (фр. Cimetière des Champeaux de Montmorency) — цвинтар у передмісті Парижа. Монморансі розташований на відстані близько 16 км на північ від французької столиці.

## Історія
Цвинтар виник на початку XVII століття. Складається з 2-х частин — так званого «Старого» цвинтаря, що є найбільшим польським цвинтарем у Франції, яке часто називають «Польським некрополем» або «Польським пантеоном», і «Нового», який іноді називається «цвинтар Гроле» (фр. Cimetière de Groslay), одного з найцікавіших російських некрополей оскільки в Монморансі знаходився Російський старечий будинок (фр. Foyer russe), який призначався головним чином для військових та їх родин.
В Старій частині цвинтаря, в основному, поховані представники польської великої еміграції, що послідувала після поразки Листопадового повстання 1830—1831 років. У тому числі кілька тисяч офіцерів і солдатів-бунтівників, політиків, патріотів Польщі, які знайшли притулок у Європі, насамперед у Франції, іноді офіцери переселялися зі своїми сім'ями.
З 1843 року — місце щорічного паломництва (у травні-червні). Церемонія починається з жалобної меси на згадку про всіх поляків, які загинули у вигнанні, за якою слідує проповідь французькою мовою, виконання польського католицького гімну — «пол. Boże, coś Polskę» — і хода містом, до цвинтарної церкви з покладанням вінків.
На Новому кладовищі є російська ділянка (приблизно 200 могил), але деякі могили знаходяться поза ним. Зважаючи на те, що поряд з небагатьма могилами 1950-х років. знаходяться поховання 1970—1980-х років, можна припустити, що сучасне поховання є третім шаром, а отже, могили офіцерів Імператорської та Білої армій вже безповоротно втрачено. Більшість могил 1973—1993 років (майже всі поховання — поодинокі); надгробки старечого будинку більш ніж скромні — дерев'яні православні хрести з дерев'яними табличками, на яких наклеєні паперові літери. Після закінчення терміну збереження могили поступово зносяться, місця віддаються під нові поховання (у межах російської ділянки кілька десятків могил знесені недавно). На цвинтарі є каплиця на згадку про російських воїнів, які брали участь в Першій світовій війні 1914—1918 років.

## Відомі персоналії, поховані на цвинтарі в Монморансі

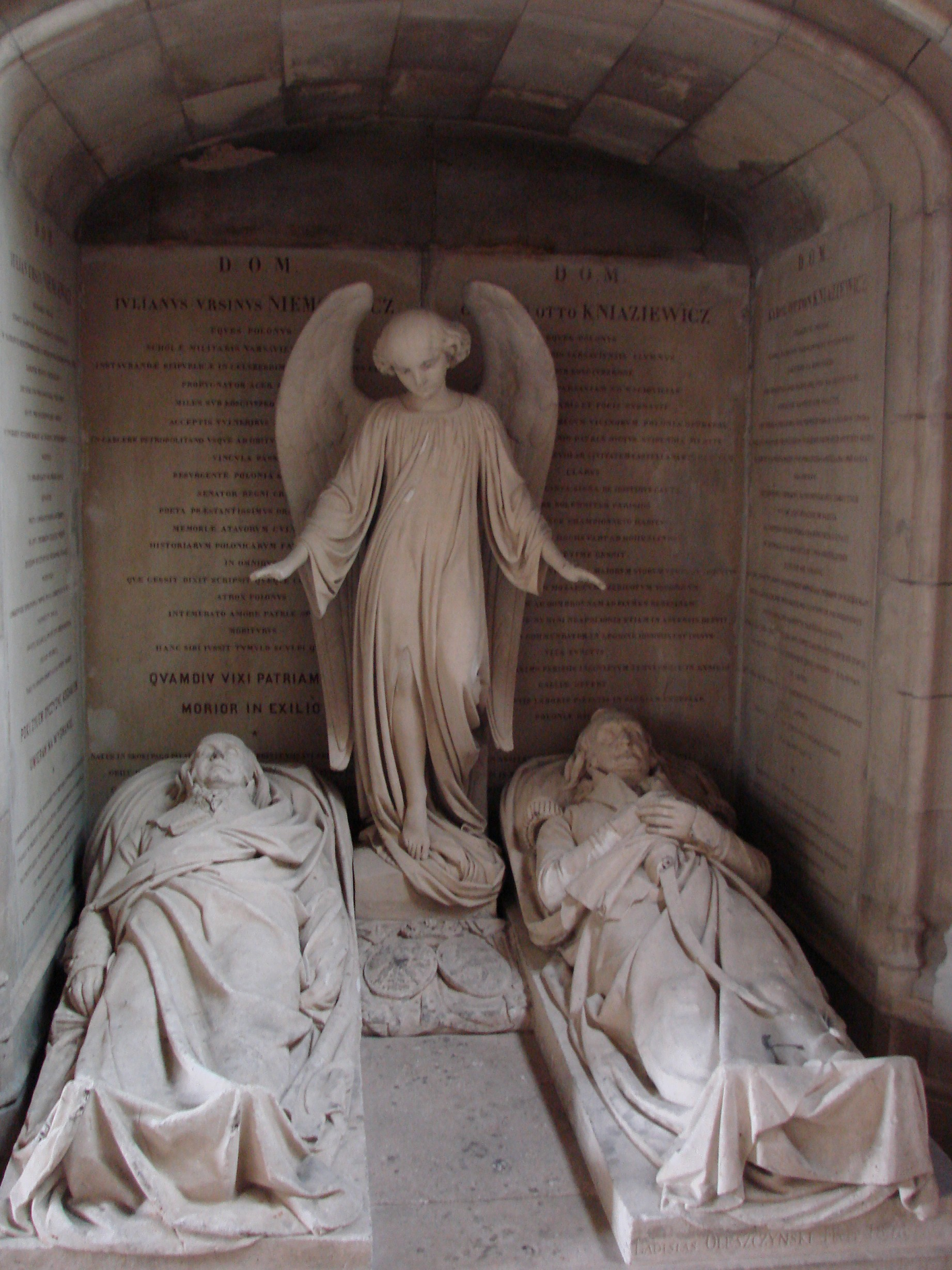
Скульптури та епітафія польським емігрантам, похованим на цвинтарі у Монморансі, роботи скульптора Ст. Олещинського

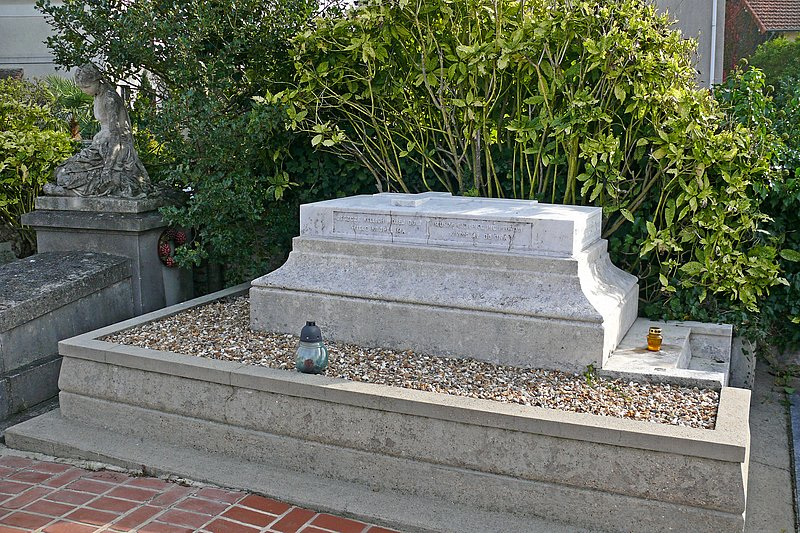
Могила Дельфіни Потоцької

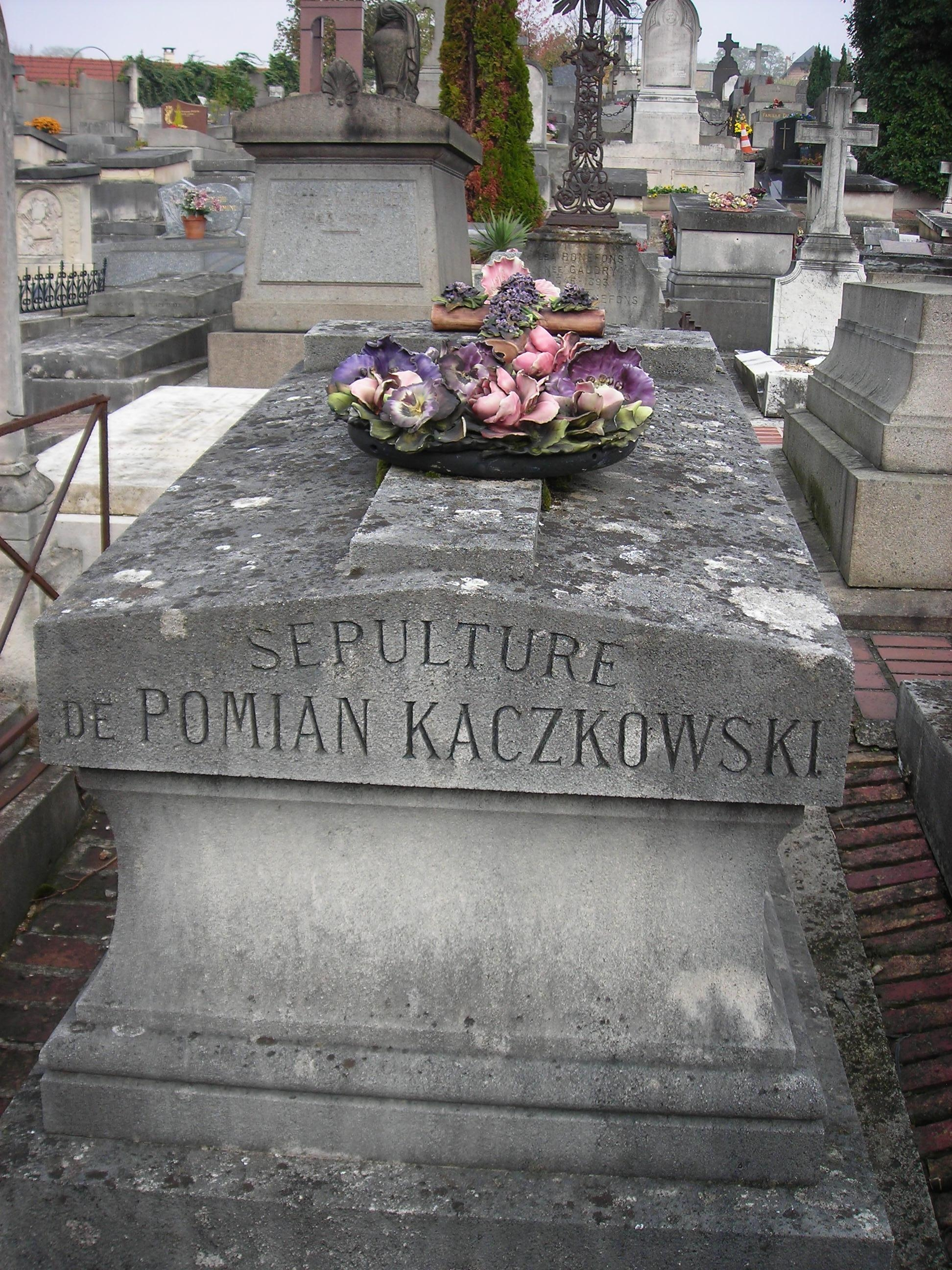
Могила С. Качковського

- Авакімов Іван Михайлович — Голова Головного правління Союзу російських військових інвалідів, учасник Білого руху, кавалер Ордену св. Володимира IV ступеня.
- Жозеф Бабінскі — лікар-невропатолог. Член Паризької Академії наук.
- Ольга Бознанська — художниця.
- Александер Ват — письменник, поет, перекладач; один із творців польського футуризму.
- Казимир Возницький — політик, публіцист, літератор, дипломат, колекціонер, меценат.
- Ципріан Годебський — скульптор.
- Антоній Горецький — поет, сатирик, байкар, учасник повстання 1830 року та Наполеонівських війн
- Генрик Дембінський — генерал, один із ватажків польського повстання 1830 року.
- Владислав Замойський — державний діяч, дипломат, учасник польського повстання у листопаді 1830 року.
- Зіґмунт Качковський — письменник, поет.
- Кароль Отто Князевич — воєначальник, дивізійний генерал, учасник Наполеонівських війн.
- Кузнєцов Олександр Григорович — голова Об'єднання лейб-гренадерського Еріванського полку. Член Союзу Георгіївських кавалерів, Союзу російських військових інвалідів у Франції.
- Маковський Тадеуш — художник.
- Адам Міцкевич — поет, політичний публіцист, діяч польського національного руху (пізніше перепохований у Кракові).
- Міцкевич Ціліна — дружина Адама Міцкевича.
- Юліан Урсин Нємцевич — письменник, історик та громадський діяч.
- Ципріан Каміль Норвід — поет, драматург, прозаїк, живописець (похований у спільній могилі).
- Пілсудський Броніслав Йосипович — діяч революційного руху та етнограф; брат Юзефа Пілсудського.
- Попов, Костянтин Сергійович Російський офіцер, Георгіївський кавалер, військовий історик, літератор, громадський діяч.
- Олександер Ходзько — поет і сходознавець.
- Юзеф Шерментовський — художник.
- Янушкевич Євстафій — книговидавець, публіцист, один із керівників Польського повстання 1831 року.